# Hey Everybody
Hey Everybody är ett "bäst av" album av Jennifer Love Hewitt, släppt 2007.
På albumet finns sånger från Hewitts tidigare album Let's Go Bang (1995), Jennifer Love Hewitt (1996) och BareNaked (2002). Även soundtracket till filmerna Jag vet fortfarande vad du gjorde förra sommaren och Ringaren i Notre Dame II finns med på albumet. Samlingsalbumet innehåller även en akustisk version av Hewitts största hit, "Can I Go Now".

## Låtlista
1. Can I Go Now?
2. How Do I Deal
3. Cool with You
4. First Time
5. No Ordinary Love
6. Free to Be a Woman
7. Barenaked
8. Last Night
9. Hey Everybody
10. I'm Gonna Love You
11. You Make Me Smile
12. Stand in Your Way
13. Couldn't Find Another Man
14. I Believe In
15. You
16. Can I Go Now? (Acoustic Version)

- Låtarna 6, 11, 13 är tagna från albumet Let's Go Bang
- Låtarna 3, 5, 8, 14 är tagna från albumet Jennifer Love Hewitt
- Låtarna 1, 4, 7, 9, 12, 15 är tagna från albumet BareNaked
- Låt 2 är taget från soundtracket till I Still Know What You Did Last Summer
- Låt 10 är tagen från Disney's Superstars Hits